# بی من مرو
«بدون من نرو» (به فرانسوی: Ne partez pas sans moi) تک‌آهنگی از هنرمند اهل کانادا سلین دیون است که در ۲ مه ۱۹۸۸ منتشر شد.
این ترانه برنده مسابقه آواز یوروویژن ۱۹۸۸ شد.